# Andrew Lauer
Andrew Lauer (Santa Mônica, 19 de Junho de 1965) é um ator norte-americano.